# Sant Joan de Bergús
L'Església de Sant Joan de Bergús és un monument que forma part de l'Inventari del Patrimoni Arquitectònic Català de la vila de Cardona (Bages).

## Descripció
La podem trobar al barri de Bergús a tocar de la masia de Cal Garriga, també declarada bé cultural d'interès local. Resten alguns vestigis (tros de volta de canó, arcuacions als murs, base del campanar, etc.) de la construcció medieval de l'església.
Posteriorment, al s. XVIII, l'església de Sant Joan de Bergús fou ampliada considerablement en estil barroc. S'anul·la l'absis romànic i s'allargà la nau en direcció a llevant on fou organitzada la façana neoclàssica; dues pilastres decorades amb elements geomètrics sustenten un frontó triangular equilàter on es refugià una petita fornícula coronada per una venera. També s'obrí un òcul per il·luminar l'interior.

## Notícies històriques
Molts cops s'ha identificat a St. Joan de Bergús amb una cel·la que l'any 889 depenia del monestir de Sant Joan de les Abadesses; estudis recents semblen demostrar que aquesta cel·la correspon a Sant Joan de Montdarn (Berguedà).